# Морі Нарітоші

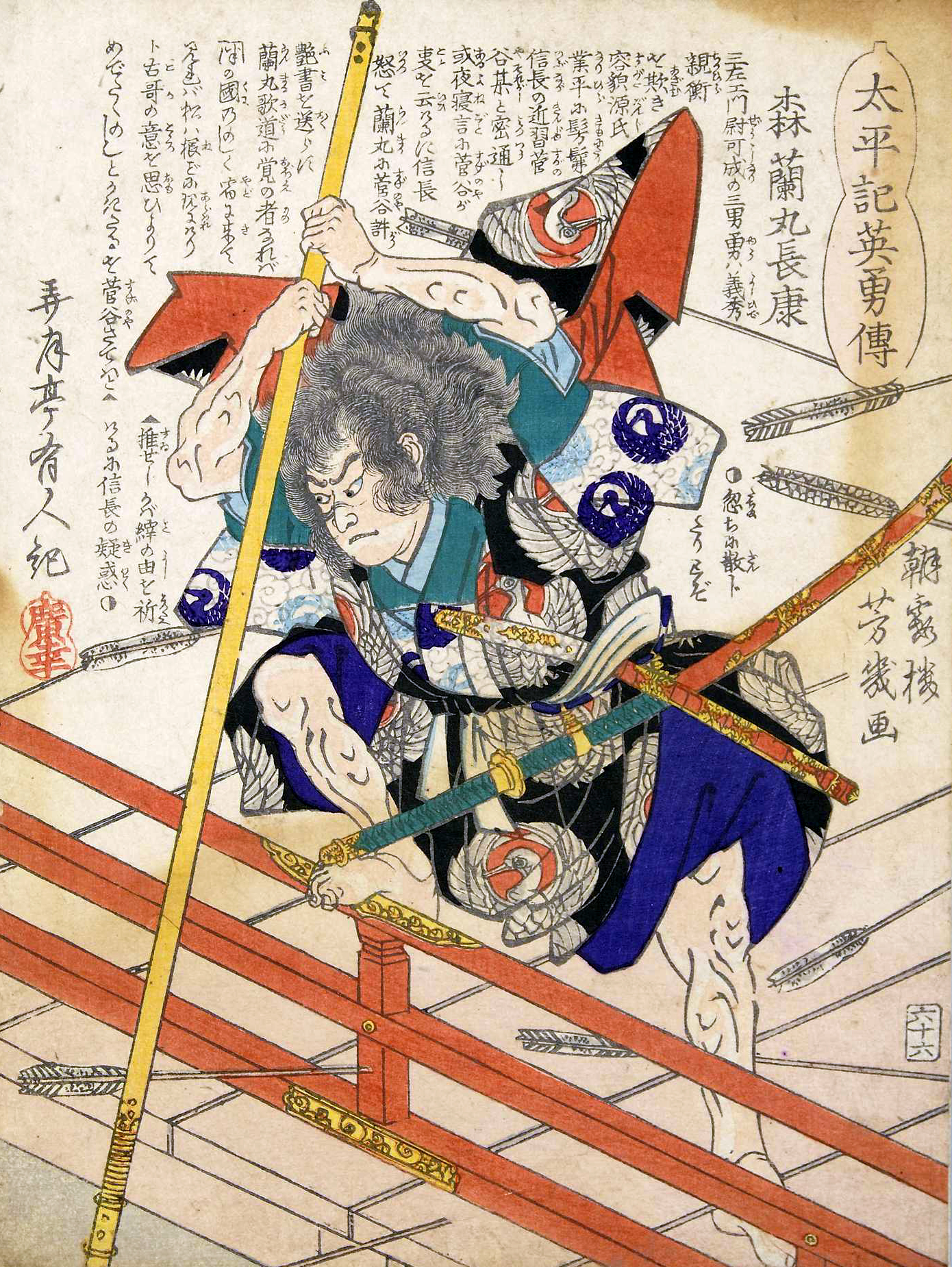
Морі Нарітосі в монастирі Хонно

Мо́рі Наріто́сі (яп. 森成利, もりよしなり; 1565 —21 червня 1582)) — японський політичний і військовий діяч, самурай.

## Життєпис
Васал дому Ода, паж і фаворит Оди Нобунаґи. Син Морі Йосінарі. Служив з 13 років секретарем, речником і наближеним господаря. 1580 року пройшов церемонію повноліття. 1581 року отримав наділ в провінції Омі, а 1582 року — замок Канеяма у провінції Міно. Загинув разом із братами під час інциденту в монастирі Хонно (Кьото), захищаючи Нобунаґу. Символ самурайської вірності, відданості й вдячності господарю. Прізвисько — Ран (乱,　らん). Поширине в пізній історичній літературі та мистецтві дитяче ім'я — Ран-мару (蘭丸, らんまる).

## Галерея

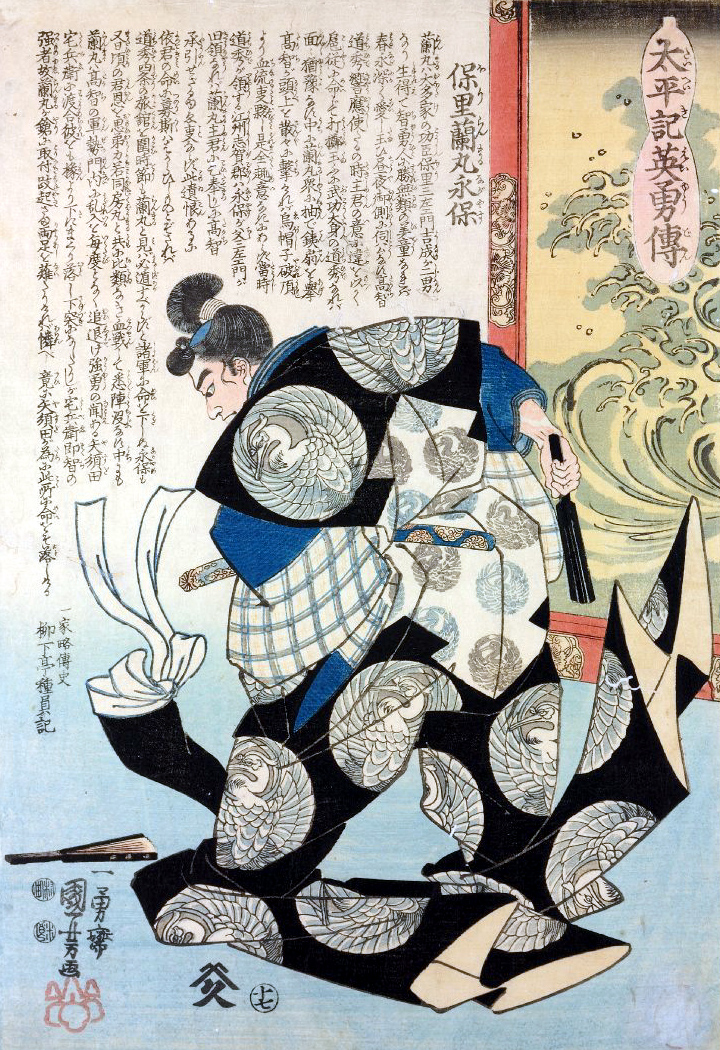
Морі Ран-мару (1850)
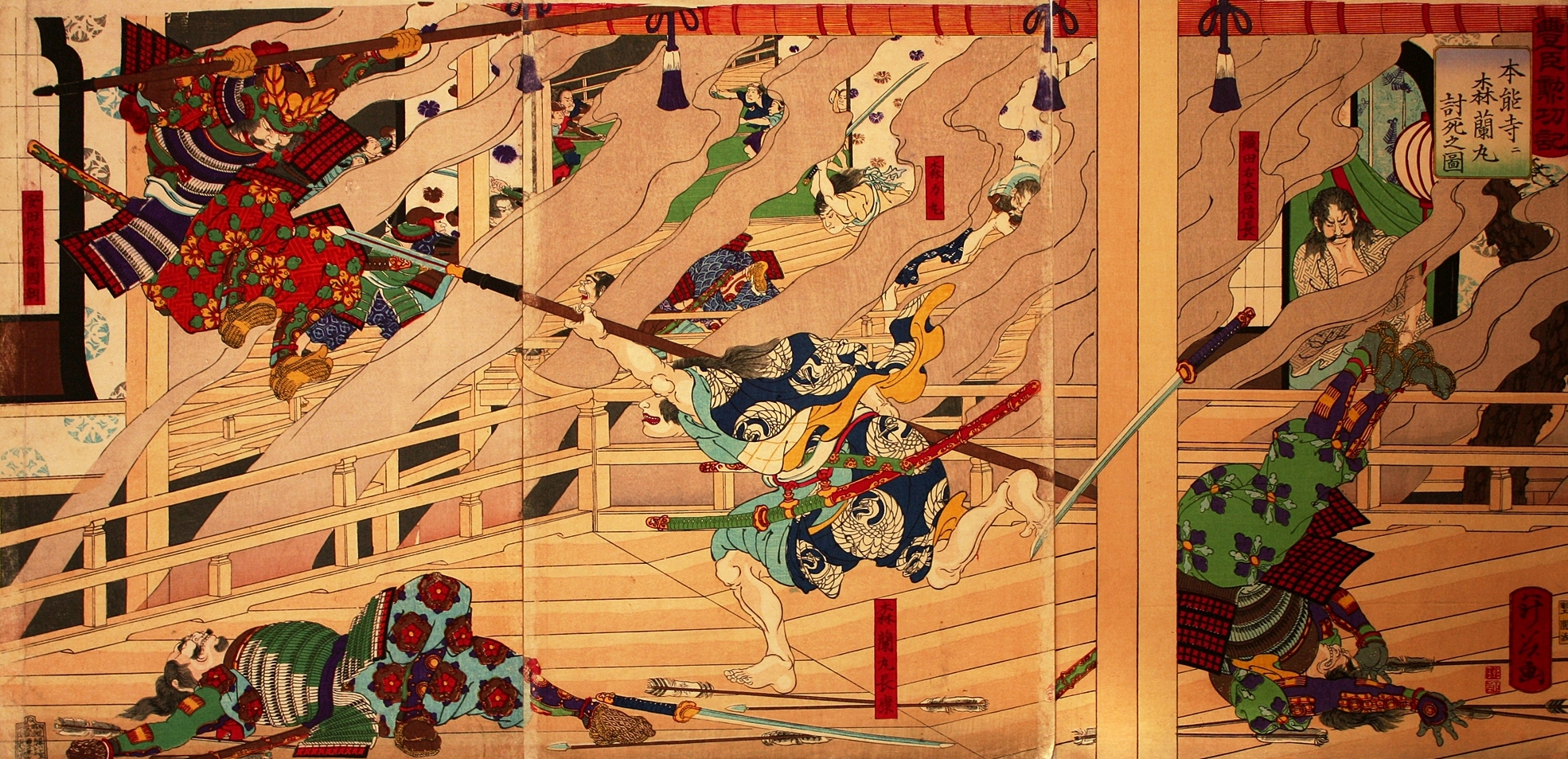
Загибель Ран-мару (1886)
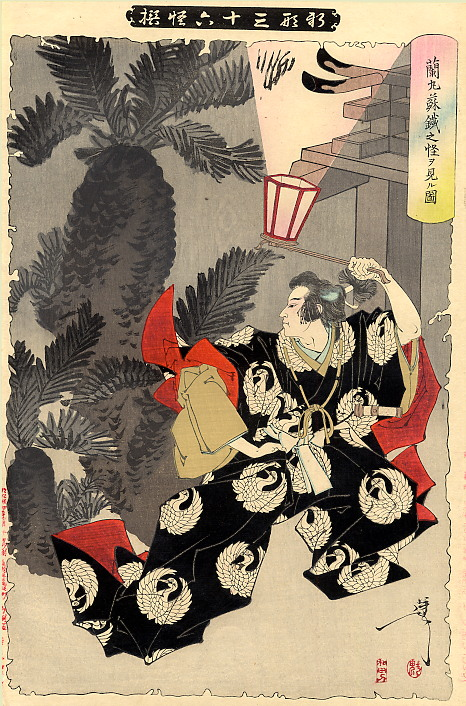
Морі Ран-мару (1891)
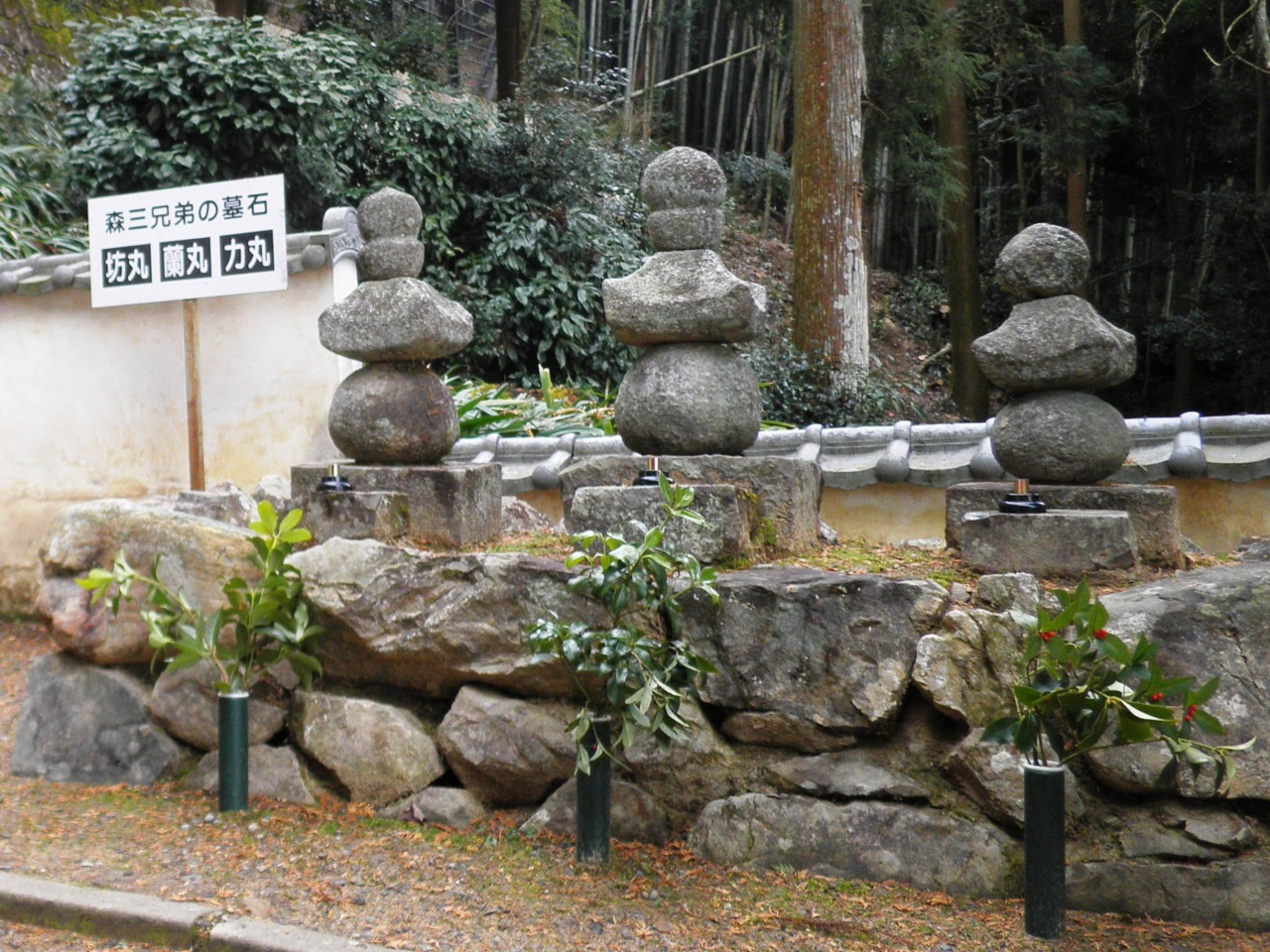
Могили Нарітоші й братів